# 悼公 (邾)
悼公（とうこう、? - 紀元前541年）は、春秋時代の邾の君主。姓は曹、諱は華。

## 生涯
紀元前556年、邾の宣公が死去すると、翌年に悼公は即位した。晋・魯・宋・衛・鄭らの連合軍に参加し、斉を攻撃した。紀元前554年、悼公は晋人に捕らえられた。紀元前553年、晋の平公を盟主として澶淵で会盟した。魯の仲孫速に攻撃を受けた。紀元前552年、晋の平公を中心とした諸侯と商任で会合した。紀元前551年、晋の平公を中心とした諸侯と沙随で会合した。紀元前549年、晋の平公を中心とした諸侯と夷儀で会合した。紀元前548年、晋の平公を中心とした諸侯と夷儀で会合し、斉に侵攻した。紀元前541年6月丁巳、悼公は死去した。